# Rinawa bola
Rinawa bola är en spindelart som beskrevs av Forster 1970. Rinawa bola ingår i släktet Rinawa och familjen panflöjtsspindlar. Inga underarter finns listade i Catalogue of Life.